# Моррис, Сэнди
Сэнди Моррис (англ. Sandi Morris; род. 8 июля 1992, Даунерс-Гров, Иллинойс) — американская прыгунья с шестом, двукратная чемпионка мира в помещении (2018, 2022), серебряный призёр Олимпийских игр 2016, чемпионатов мира (2017, 2019, 2022), а также чемпионата мира в помещении 2016.
Четырёхкратная чемпионка США (2017—2019, 2022). Четырёхкратная чемпионка США в помещении (2016, 2017, 2020, 2022). Рекордсменка США по прыжкам с шестом на открытом воздухе — 5,00 м (2016).

## Биография
Родилась 8 июля 1992 года в Даунерс-Гроув, штат Иллинойс, США.
Дебютировала на международной арене в 2011 году. Во время учёбы в университете выступала в соревнованиях Национальной ассоциации студенческого спорта. В 2016 году победила на чемпионате США в помещении, затем была серебряным призёром на чемпионате мира в помещении в Портленде и на Олимпиаде в Рио.
9 сентября 2016 года на заключительном этапе Бриллиантовой лиги IAAF — Мемориале Ван Дамме, Сэнди победила с результатом 5,00 м, став второй спортсменкой в истории после Елены Исинбаевой (5,06 м, 2009), прыгавшей на 5 и более метров в официальных соревнованиях на открытом стадионе.
В Катаре, на предолимпийском чемпионате мира, в сентябре 2019 года, Сэнди финишировала на втором месте в прыжках с шестом и завоевала серебряную медаль. Она прыгнула на 4,90 м, но уступила победительнице — российской легкоатлетке, выступающей под нейтральным флагом Анжелике Сидоровой.

## Основные результаты
| Год  | Соревнования                                | Место проведения          | Место    | Результат |
| ---- | ------------------------------------------- | ------------------------- | -------- | --------- |
| 2011 | Pan American Junior Athletics Championships | Мирамар, США              | 2        | 4,05 м    |
| 2014 | NACAC U23 Championships                     | Камлупс, Канада           | 1        | 4,40 м    |
| 2015 | Чемпионат мира                              | Пекин, Китай              | 4        | 4,70 м    |
| 2016 | Чемпионат мира в помещении                  | Портленд, США             | 2        | 4,85 м    |
| 2016 | Летние Олимпийские игры                     | Рио-де-Жанейро, Бразилия  | 2        | 4,85 м    |
| 2017 | Чемпионат мира                              | Лондон, Великобритания    | 2        | 4,75 м    |
| 2018 | Чемпионат мира в помещении                  | Бирмингем, Великобритания | 1        | 4,95 м    |
| 2018 | NACAC Championships                         | Торонто, Канада           | 3        | 4,65 м    |
| 2018 | Континентальный кубок IAAF                  | Острава, Чехия            | 3        | 4,85 м    |
| 2019 | Чемпионат мира                              | Доха, Катар               | 2        | 4,90 м    |
| 2021 | Летние Олимпийские игры                     | Токио, Япония             | 16 (кв.) | 4,40 м    |
| 2022 | Чемпионат мира в помещении                  | Белград, Сербия           | 1        | 4,80 м    |
| 2022 | Чемпионат мира                              | Юджин, США                | 2        | 4,85 м    |
| 2023 | Чемпионат мира                              | Будапешт, Венгрия         | 7        | 4,65 м    |